# Francis Goes to the Races
Francis Goes to the Races is een Amerikaanse film uit 1951 van Arthur Lubin met in de hoofdrollen Donald O'Connor en Piper Laurie. De stem van Francis de muilezel werd ingesproken door Chill Wills.
Francis Goes to the Races is gebaseerd op een verhaal van Robert Arthur die zich weer baseerde op personages uit het boek Francis van David Stern uit 1946. De film is een onafhankelijk vervolg op Francis (1950) die zeer succesvol was en 3 miljoen dollar opbracht. Francis Goes to the Races was ook een succes in de bioscopen, maar bracht iets minder op (2,3 miljoen dollar). De film stond nummer 27 op de lijst van films die in 1951 het meeste geld hadden binnengebracht. Zie ook: Francis (filmreeks).

## Verhaal
Peter Stirling is na zijn ontslag uit het leger weer actief in het burgerleven. Hij komt echter regelmatig in de problemen omdat hij er bij blijft dat zijn muildier, Francis, kan praten. Als hij dat vertelt aan zijn baas wordt hij voor de zoveelste keer ontslagen. Francis begint een beetje genoeg te krijgen van zijn onfortuinlijke vriend en trekt in bij een ver familielid, het racepaard Sir Gallant. Stirling weigert echter zich te laten scheiden van zijn oude vriend en volgt het muildier naar de stallen. Daar ontmoet hij de eigenaar, kolonel Travers en diens dochter Frances. Travers maakt zich zorgen over een van zijn paarden, Betsy Sue, aangezien het dier overduidelijk pijn lijdt. Van Francis hoort Stirling dat Betsy Sue alleen een splinter in haar nek heeft en hij deelt die kennis met Frances. Als blijkt dat Stirling gelijk heeft is het meisje diep onder de indruk. Later laat Francis aan Stirling weten dat hun wegen moeten scheiden. Als Stirling eindelijk toegeeft dat dit het beste is, geeft Francis hem als pleister op de wonde een tip voor de volgende paardenrace mee. De volgende morgen deelt Stirling zijn informatie met Travers en Frances en ze winnen een fors bedrag. Als de raceautoriteiten vervolgens aan Stirling vragen wie hem zijn informatie heeft gegeven, verwijst deze naar Francis. Hij wordt voor de zoveelste maal voor gek versleten, behalve door Travers, die het idee heeft dat Stirling juist een aangeboren gevoel voor paarden heeft. Hij huurt Stirling in als assistent, in de hoop dat hij Sir Gallant de grote race kan laten winnen en zo kan voorkomen dat de stal failliet gaat.
Maar alles gaat mis als de grote gangster "Square Deal" Mallory zijn lening aan Travers komt incasseren. Als de laatste niet kan betalen worden alle paarden, inclusief Sir Gallant, door Mallory weggehaald. Een zwaar ontmoedigde Travers wil het bijltje er bij neergooien maar zijn dochter blijkt uit een ander hout gesneden. Ze haalt Stirling over om Sir Gallant terug te kopen voor 25.000 dollar, haar spaargeld. Als Stirling naar Mallory gaat, wordt hij bedrogen en koopt niet Sir Gallant, maar Oakwood Gall, een waardeloos paard, dat de gangster door laat gaan voor een topper. Travers en Frances doorzien het bedrog gelijk en vermoeden nu dat Stirling onder een hoedje speelt met de gangster. Ze schakelen de politie in, die Stirling begint te volgen, omdat hij zich verdacht gedraagt. Hij is namelijk bezig om weddenschappen af te sluiten op verschillende races om zo de 25.000 dollar terug te krijgen. Aangezien Francis hem weer heeft voorzien van tips wint Stirling voortdurend en vestigt zo de aandacht van de politie en van de gangsters op zich. Iedereen weet nu zeker dat Stirling een geheimzinnige en illegale informant heeft. Travers en zijn dochter zijn echter blij als Stirling de 25.000 dollar teruggeeft. Stirling krijgt weer het vertrouwen van de kolonel en helpt hem om Oakwood Gal te trainen. Niet veel later echter dwingt Mallory Stirling om weddenschappen af te sluiten. Helaas voor Stirling kan hij geen advies inwinnen bij Francis en verliest hij het geld van de gangster. Net op het moment dat Mallory hem wil doodschieten, onthult Stirling dat zijn muilezel de bron is van de informatie. De getergde gangster weet nu zeker dat Stirling gek is en laat hem gaan.
Die avond drinkt Francis uit een emmer waarin de stalknecht zijn drank heeft verborgen en wordt stomdronken. De stomverbaasde kolonel Travers hoort het dier luid zingen en weet nu dat Stirling helemaal niet gek is. Travers vraagt Francis of hij wil uitzoeken wat Oakwood Gal mankeert. Het blijkt dat de merrie een minderwaardigheidscomplex heeft, waarop Francis het dier psychische bijstand geeft en geneest. Oakwood Gal loopt nu vrijwel zo snel als Sir Gallant. Als Mallory dit hoort beveelt hij zijn trawanten de achillespees van Oakwood Gal door te snijden. Ze worden tegengehouden door Francis die echter door de schurken wordt neergeschoten. Gelukkig herstelt Francis net op tijd voor de grote race en kan aan Sir Gallant vragen om Oakwood Gal te laten winnen. Dit gebeurt, maar nu twijfelen de raceautoriteiten of alles eerlijk is verlopen en verdenken Stirling van vals spel. Maar tijdens het onderzoek komt Francis naar voren en getuigt voor zijn vriend. De stomverbaasde officials spreken Stirling vrij en herenigen hem met zijn pratende muildier.

## Rolverdeling
| Acteur          | Personage           |
| --------------- | ------------------- |
| Donald O'Connor | Peter Stirling      |
| Piper Laurie    | Frances Travers     |
| Cecil Kellaway  | Kolonel Travers     |
| Jesse White     | Frank Damer         |
| Barry Kelley    | Square Deal Mallory |
| Hayden Rorke    | Rogers              |
| Vaughn Taylor   | Harrington          |

## Achtergrond
Het onverwachte succes van de eerste film rond het sprekende muildier Francis zette Universal aan het denken. In 1950 hadden ze drie miljoen dollar verdiend aan de film Francis (1950) op een budget van 350.000 dollar en het lag voor de hand dat de studio op het succes wilde doorborduren. Met vrijwel dezelfde ploeg (Arthur Lubin voor regie, Donald O'Connor in de hoofdrol, Frank Skinner voor de muziek en Irvin Glassberg achter de camera) ging men aan het werk. Scenarist David Stern putte weer uit zijn boek Francis uit 1946 maar gebruikte ditmaal voornamelijk de hoofdpersonen. Als uitgangspunt nam men niet de legerachtergrond van de eerste film, maar zocht de wereld van de paardenraces op. Er werd gefilmd op Santa Anita Racetrack in zuidelijk Californië en op de Franch's Ranch in Hidden Valley in dezelfde staat. Het resultaat viel bij het publiek wat minder in de smaak dan de eerste film en om die reden keerde Francis in zijn volgende film (Francis Goes to West Point) weer terug naar het leger.